# Объездное
Объездно́е — посёлок в Шипуновском районе Алтайского края. Входит в состав Родинского сельсовета.

## История
Основан в 1924 году. В 1928 году посёлок Объездной состоял из 94 хозяйств, основное население — русские. В административном отношении входил в состав Зеркальского сельсовета Боровского района Барнаульского округа Сибирского края.

## Население
| 1926 | 1997 | 1998 | 1999 | 2000 | 2001 |
| ---- | ---- | ---- | ---- | ---- | ---- |
| 508  | ↘11  | ↗12  | ↘9   | →9   | ↘7   |
| 2002 | 2003 | 2004 | 2005 | 2006 | 2007 |
| →7   | ↗10  | ↘7   | ↘6   | →6   | ↘4   |
| 2008 | 2009 | 2010 | 2011 | 2012 | 2013 |
| ↘2   | ↗3   | →3   | ↗4   | →4   | ↘3   |

### Национальный состав
Согласно результатам переписи 2002 года, в национальной структуре населения русские составляли 100 %.